# Deutscher Keglerbund Classic
Im Deutschen Keglerbund Classic ist der Bereich Classic (Asphalt) des Deutschen Kegler- und Bowlingbunds (DKB) organisiert. Gemessen an der Anzahl der Mitglieder ist der DKBC der größte Verband im DKB. Allgemein ist diese Disziplin des Kegelns im Süden Deutschlands am stärksten verbreitet.

## Aufgaben
- Den Kegelsport Classic planmäßig als Spitzen- und Leistungssport sowie Breiten- und Freizeitsport zu fördern und zu organisieren.
- Alle Bestrebungen zur Errichtung und Erhaltung sportgerechter Kegelbahnen Classic nach Möglichkeit durch Beratung zu unterstützen.
- Deutsche Meisterschaften und weitere sportliche Wettbewerbe zu organisieren sowie andere sportliche Maßnahmen durchzuführen.
- Sportliche Führungs- und Lehrkräfte unter Beachtung der Ausbildungsrichtlinien des DKB bzw. des DKBC aus- und fortzubilden.
- Die Jugendarbeit nach den Grundsätzen der Jugendordnungen des DKB und des DKBC im Sinne der Deutschen Sportjugend (DSJ) und des Deutschen Olympischen Sportbundes (DOSB) sicherzustellen und zu fördern.[2]

## Sportkegeln im Bereich Classic

### Landesverbände
| Bundesland          | Verband                                         | Kürzel |
| ------------------- | ----------------------------------------------- | ------ |
| Baden-Württemberg   | Nordbadischer Bowling- und Keglerverband        | NB     |
| Baden-Württemberg   | Sportkeglerverband Südbaden                     | SB     |
| Baden-Württemberg   | Württembergischer Kegler- und Bowlingverband    | WT     |
| Bayern              | Bayerischer Sportkeglerverband                  | BY     |
| Berlin              | Landesfachverband Berlin                        | BE     |
| Brandenburg         | Sportkeglerverband Brandenburg                  | BB     |
| Hessen              | Hessischer Kegler- und Bowlingverband           | HE     |
| Niedersachsen       | Keglerverband Niedersachsen                     | NI     |
| Nordrhein-Westfalen | Westdeutscher Kegler- und Bowlingverband        | NW     |
| Rheinland-Pfalz     | Landesfachverband Rheinland-Pfalz               | RP     |
| Sachsen             | Keglerverband Sachsen                           | SN     |
| Sachsen-Anhalt      | Landesverband Kegeln und Bowling Sachsen-Anhalt | ST     |
| Thüringen           | Thüringer Keglerverband                         | TH     |

### Spielarten
Alle Wettbewerbe werden kombiniert durchgeführt.
Spiel ins Volle Bild: Nach jedem Wurf werden die Kegel wieder aufgestellt.
Abräumen: Es wird so lange auf das verbleibende Kegelbild gespielt, bis alle neun Kegel gefallen sind. Dann wird neu aufgestellt.
Kombiniertes Spiel: Die erste Hälfte wird ins Volle, die zweite ins Abräumen gespielt.
Abweichende Regelungen sind den Ländern und den Untergliederungen in besonderen Wettbewerben gestattet.

### Spieldurchführung
Mannschaftsaufstellung
Für jedes Spiel sind vor Spielbeginn bis zu 10 Spieler dem Schiedsrichter zu benennen. Davon dürfen 8 Spieler tatsächlich zum Einsatz kommen. Die dem Schiedsrichter gemeldeten Spieler sind bei der Vorstellung der Mannschaft vom Schiedsrichter vorzulesen. Die Heimmannschaft muss mit der Nennung der 10 Spieler bis spätestens 45 Minuten vor Spielbeginn die Startreihenfolge der 6 zum Einsatz vorgesehenen Spieler vorlegen.
Einwechselspieler
Je Spiel können maximal zwei Spieler eingewechselt werden. Im Rahmen des Wechselkontingents ist es möglich, dass der zuerst eingewechselte Spieler durch den zweiten Einwechselspieler ausgetauscht wird. Die Auswechslung ist dem Schiedsrichter mit den Einwechselkarten E1 bzw. E2 angezeigt, dies ist bindend. Der Einwechselspieler spielt sofort auf das Ergebnis des ausgetauschten Spielers weiter. Die Einwechslung ist auf dem Spielbericht zu vermerken, bei welchem Wurf die Einwechslung erfolgt ist. Im Sudden Victory ist keine Auswechslung möglich.
Einspielzeit
Allen Spielern steht eine Einspielzeit von maximal 5 Minuten auf ihrer Anfangsbahn zur Verfügung.
Bei Verletzung während der Einspielzeit kann ein anderer Spieler eingesetzt werden.
Das Spiel der einzelnen Starter beginnt mit dem Kommando des Schiedsrichters/Aufsichtsführenden „Spiel aufnehmen, Zeit läuft“ oder mit der Abgabe der 1. zu wertenden Kugel.
Die Einspielzeit kann nur einmal in Anspruch genommen werden. Ein Einwechselspieler hat keinen Anspruch auf Einspielzeit.
Wurfanzahl und Zeit
Gespielt werden 6 × 120 Wurf (4 × 30 Wurf kombiniert, jeweils 15 Volle und 15 Abräumen) über jeweils vier Spielbahnen nach dem internationalen System der WNBA/NBC. Pro
Wurfserie (30 Wurf) stehen jedem Spieler 12 Minuten zur Verfügung. Analog zu dem international gespielten 120 Wurf spielt derzeit ein geringer Teil der Sportkegler Classic in 200- bzw. 100-Wurf-Ligen (50 Wurfserie). Hierbei stehen dem Spieler pro Serie 20 Minuten zur Verfügung.

### Spielwertung
Einzelwettbewerbe
In der Wertung ist derjenige besser platziert, der die meisten Kegel gespielt hat. Bei gleicher Anzahl gespielter Kegel ist derjenige besser platziert, der das bessere Abräumergebnis hat. Ist auch hier Gleichheit, entscheidet über die Platzierung die geringere Anzahl der Fehlwürfe. Wenn noch keine Rangfolge zu ermitteln ist, wird das niedrigste Ergebnis einer Serie aus Vor‐ und Endlauf zu Ungunsten des Betreffenden gewertet. Ist auch hier Gleichheit, wird das zweitniedrigste Ergebnis genommen usw.
Mannschaftswettbewerbe 
Die Wertung der Spiele im Hin‐ und Rückspielsystem erfolgt nach gespielten Kegel und Spielwertungspunkten (SWP). Die Mannschaft mit den meisten gespielten Kegeln hat das Spiel gewonnen und erhält 2 Pluspunkte und der Verlierer 2 Minuspunkte (SWP). Bei einem Unentschieden (gleiche Kegelanzahl) erfolgt die Wertung 1:1 SWP. In Mannschaftswettbewerben, bei denen ein Unentschieden nicht möglich ist, bestimmt sich die Reihenfolge entsprechend Ziffer B2.6.1.a-c. Ist danach noch keine Reihenfolge zu ermitteln, entscheidet das niedrigste Ergebnis eines Starters zu Ungunsten der Mannschaft. Ist auch dies gleich, wird das zweitniedrigste Ergebnis herangezogen usw.

### Kugeln
Gespielt wird mit Vollkugeln (160 mm), Jugendliche bis zur U 14 spielen mit einer 140 mm Vollkugel. Es ist gestattet, mit eigenen Kugeln anzutreten. Hierzu bedarf es eines Kugelpasses. Mit der Lochkugel darf teilweise auch gespielt werden, es gibt Ausnahmeregeln für Senioren. Dies wiederum sind landesinterne Regelungen.

### Altersklassen
| männlich   | weiblich      | Alter       |
| ---------- | ------------- | ----------- |
| U10 m      | U10 w         | < 10 Jahre  |
| U14 m      | U14 w         | 10–14 Jahre |
| U18 m      | U18 w         | 14–18 Jahre |
| U23 m      | U23 w         | 19–23 Jahre |
| Männer     | Frauen        | 24–49 Jahre |
| Senioren A | Seniorinnen A | 50–59 Jahre |
| Senioren B | Seniorinnen B | 60–69 Jahre |
| Senioren C | Seniorinnen C | ab 70 Jahre |

Maßgebend für die Einstufung in die jeweilige Altersklasse ist das Alter, das innerhalb eines Sportjahres (01.07.–30.06.) erreicht wird.

### Klubspielbetrieb

#### Bundesliga
Der Klubspielbetrieb nach dem internationalen Spiel- und Wurfsystem (120 Wurf) findet in den obersten Ligen (Kegel-Bundesliga Classic) und den. 2. Bundesligen (vier Spielgruppen nach regionalen Bezügen) statt. In der 2. Bundesliga spielen jeweils 10 Mannschaften mit Hin- und Rückspiel. 2. Mannschaften können bis maximal 2. Bundesliga spielen. Ein weiterer Aufstieg ist nicht möglich. Die Bundesliga nach internationalem Spielmodus bildet die Grundlage zur Qualifikation zu den internationalen Pokalwettbewerben.
Der Klubspielbetrieb 100 Wurf (Frauen) und 200 Wurf (Männer) mit Wertung der Gesamtkegel wird in jeweils einer Liga (Bundesliga 100 bzw. Bundesliga 200) ausgetragen
Ein direkter Wechsel von der Bundesliga 100/200 in die Bundesliga 120 (und umgekehrt) ist nicht möglich.
Der Klubspielbetrieb über 120 Wurf mit Wertungssystem dient zur Ermittlung des Deutschen Meisters über 120 Wurf sowie der Ermittlung der Qualifikanten für die internationalen Clubspielwettbewerbe im Classic-Kegeln. Der Deutsche Meister 120 Wurf qualifiziert sich für den Weltpokal. Verzichtet dieser, erwirbt der zweite Deutsche Meister 120 Wurf das Startrecht. Der Zweite Deutsche Meister qualifiziert sich für den Europapokal. Verzichtet dieser bzw. nimmt er am Weltpokal teil, geht der Platz an den Nächstplatzierten über. Der Dritte Deutsche Meister qualifiziert sich für den zum NBC-Pokal. Verzichtet dieser bzw. nimmt er am Weltpokal bzw. Europapokal teil, geht der Platz an den Nächstplatzierten über.
Jedes Spiel der Bundesligen Frauen und Männer muss von einem ausgebildeten A-Schiedsrichter geleitet werden. In begründeten Ausnahmefällen kann auf Antrag vom Referenten für das Schiedsrichterwesen ein B‐Schiedsrichter in den Bundesligen eingesetzt werden. Diese Regelung gilt dann für max. ein Sportjahr. Spiele der 2. Bundesliga müssen von einem ausgebildeten A‐ oder B‐Schiedsrichter geleitet werden. Dieser Schiedsrichter kann ein klub‐ oder vereinseigener Schiedsrichter sein. Ein Spiel über 6 Bahnen kann von 2 Schiedsrichtern geleitet werden. Davon muss einer die Qualifikation eines A‐Schiedsrichters vorweisen. Der Schiedsrichter ist von der Heim- und Gastmannschaft auf den Spielbericht durch Ankreuzen im Feld Schiedsrichter OK? Ja Nein zu beurteilen. Wird Schiedsrichter nicht OK angekreuzt, so ist eine Stellungnahme entweder direkt auf den Spielbericht um Feld Bemerkungen abzugeben, oder diese geforderte Stellungnahme schriftlich, innerhalb von 6 Kalendertagen an den Referenten Schiedsrichterwesen zu senden.

#### DKBC-Pokal (Classic-Pokal)
Für den DKBC-Pokal sind folgende Mannschaften spielberechtigt (keine Mehrfachvergabe):
1. Alle Bundesligamannschaften inkl. der Absteiger ins Land
2. Alle Aufsteiger zur 2. Bundesliga
3. Platz 1 bis 4 des Vorjahres
4. Je Landesverband eine Mannschaft

Es wird mit 6 Spielern je Mannschaft über jeweils 120 Wurf nach dem internationalen Spiel- und Wertungssystem gespielt. Sollte am Spielende Gleichheit in den Mannschafts- und Satzpunkten bestehen, so wird ein Sudden Victory ausgetragen. Dabei spielen beim Spiel über 6 Bahnen die Spieler 4, 5 und 6, beim Spiel über 4 Bahnen die Spieler 5 und 6 jeweils 3 Wurf in die Vollen. Bei erneuter Kegelgleichheit werden ausschließlich die von den einzelnen Spielern zuletzt gespielten Bahnen mit dem jeweiligen gegnerischen Spieler gewechselt und der Sudden Victory bis zur Entscheidung fortgesetzt.
Zur Spieldurchführung ist eine Anlage mit mindestens 4 Bahnen erforderlich. Die zuerst gezogene Mannschaft hat Heimrecht. Das Heimrecht wird getauscht, wenn die als zweite gezogene Mannschaft ein Landespokalvertreter ist. Maßgeblich hierfür ist die Ligenzugehörigkeit in der laufenden Saison. Ligen der Verbandsliga und darunter, werden dabei als gleichberechtigt angesehen.
Mannschaften, die für den Welt-, Europa- bzw. NBC-Pokal der laufenden Saison qualifiziert sind, erhalten ein Freilos zur zweiten Runde. Alle übrigen Teilnehmer werden für die 1. Runde nach regionalen Kriterien in drei Gruppen eingeteilt, aus denen die Spielpaarungen gelost werden. Danach folgt eine 2. Runde (64 Teams – Einteilung in drei regionale Gruppen), dann die 3. Runde (32 Teams – Einteilung in zwei regionalen Gruppen). Ab dem Achtelfinale (16 Teams) werden die Spielpaarungen ohne regionale Einteilung ausgelost. Nach dem Viertelfinale (8 Teams) folgt die Finalrunde (Final 4) mit vier Teams auf einer vom DKBC bestimmten Anlage an einem Wochenende.
Der DKBC-Pokalsieger erhält den DKBC-Pokal und erwirbt das Startrecht zum NBC-Pokal, bei Verzicht geht das Startrecht auf Platz 2 usw. über. Ist der DKBC-Pokalsieger für einen anderen internationalen Pokalwettbewerb (Weltpokal, Europapokal) qualifiziert, so kann er das Startrecht im NBC-Pokal nicht wahrnehmen. Gleiches gilt für den Zweit- und Drittplatzierten.

### Nationalmannschaften
| Nr. | Name                | Verein                  | LV |
| --- | ------------------- | ----------------------- | -- |
| 1   | Christian Wilke     | SKV Rot-Weiß Zerbst     | ST |
| 2   | Dominik Kunze       | SKV Rot-Weiß Zerbst     | ST |
| 3   | Timo Hoffmann       | SKV Rot-Weiß Zerbst     | ST |
| 4   | Jürgen Pointinger   | SKV Rot-Weiß Zerbst     | ST |
| 5   | Matthias Dirnberger | KC Schwabsberg          | BY |
| 6   | Manuel Weiß         | SKV Rot-Weiß Zerbst     | ST |
| 7   | Thomas Schneider    | VFB Hallbergmoos        | BY |
| 8   | Daniel Schmid       | Chambtalkegler Raindorf | BY |
| 9   | Manuel Lallinger    | Chambtalkegler Raindorf | BY |

| Nr. | Name              | Verein           | LV |
| --- | ----------------- | ---------------- | -- |
| 1   | Sina Beisser      | Victoria Bamberg | BY |
| 2   | Saskia Barth      | KC Schrezheim    | WT |
| 3   | Sabrina Imbs      | Victoria Bamberg | BY |
| 4   | Corinna Kastner   | Victoria Bamberg | BY |
| 5   | Daniela Kicker    | Victoria Bamberg | BY |
| 6   | Simone Schneider  | KC Schrezheim    | WT |
| 7   | Saskia Seitz      | KV Liedolsheim   | NB |
| 8   | Vanessa Welker    | Victoria Bamberg | BY |
| 9   | Melina Zimmermann | KV Liedolsheim   | NB |

| Amt                            | Name            |
| ------------------------------ | --------------- |
| Cheftrainer                    | Oliver Scholler |
| Nationaltrainer Herren         | Timo Hoffmann   |
| Nationaltrainer Damen          | Sandra Hirsch   |
| Nationaltrainer U23 männlich   | Oliver Scholler |
| Nationaltrainerin U23 weiblich | Birgit Islinger |
| Nationaltrainer U18 männlich   | Michael Koch    |
| Nationaltrainerin U18 weiblich | Anke Ruhl       |
| Diagnosetrainer                | Wolfgang Lutz   |

### Deutsche Meisterschaften
Deutsche Meisterschaften werden ausgetragen als:
Einzelmeisterschaft
- U 14 und U 18 weiblich und männlich
- U 23 weiblich und männlich
- Frauen und Männer
- Seniorinnen und Senioren A, B und C

Vereinsmannschaften
- Jugend U14 weiblich und männlich
- Jugend U18 weiblich und männlich
- Seniorinnen und Senioren A und B

## Präsidium
| DKBC – Präsidium          | DKBC – Präsidium  |
| ------------------------- | ----------------- |
| Präsident                 | Lothar Müller     |
| Vizepräsident             | Nils Deichner     |
| Vizepräsidentin           | Anke Schuster     |
| Schatzmeisterin           | Edith Heckmann    |
| Sportdirektor             | Harald Seitz      |
| Stellvertr. Sportdirektor | Werner Kießling   |
| Vorsitzende DKBC - Jugend | Jeannette Bachert |
| Ehrenpräsident            | Jürgen Franke     |

## Classic Kegelbahnen

### Technische Daten

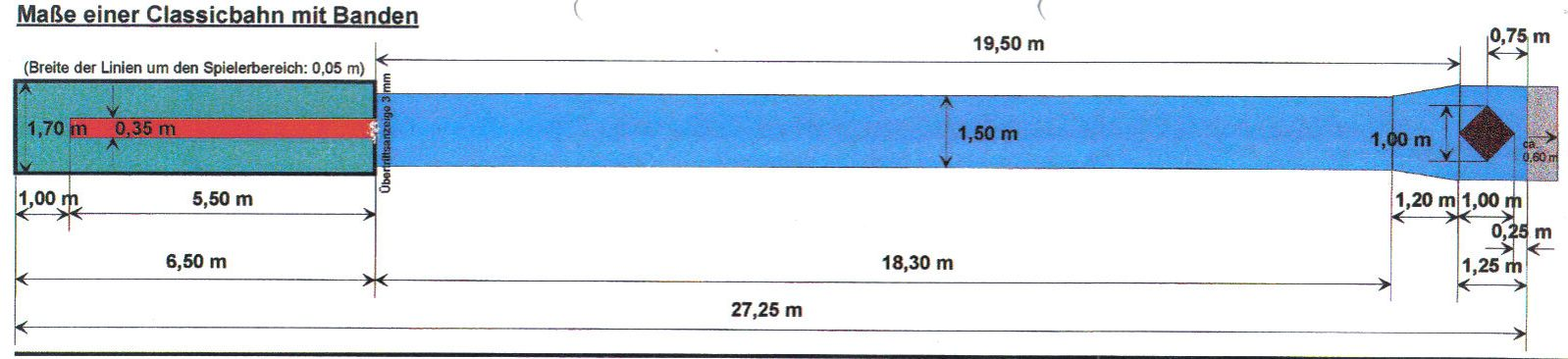
Classicbahn mit Banden

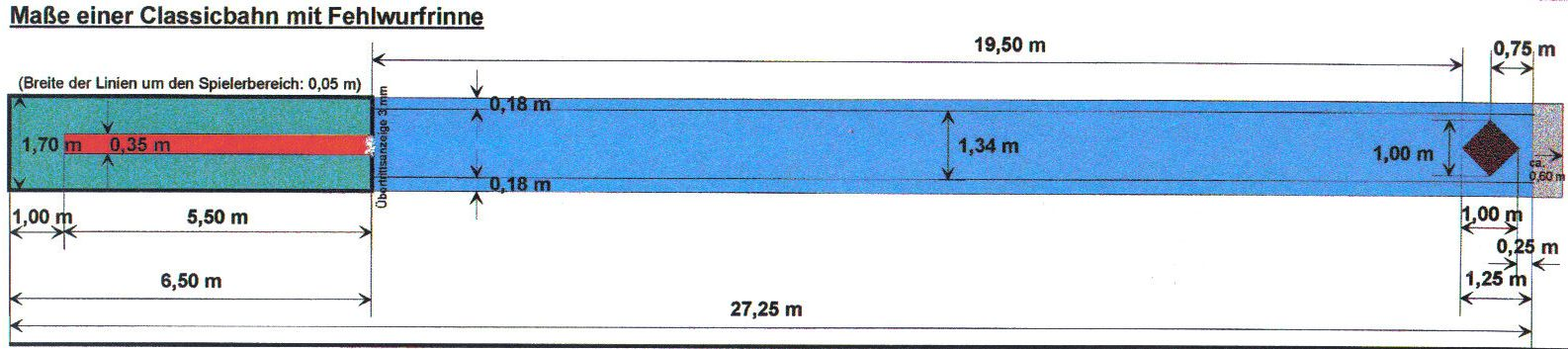
Classicbahn mit Fehlwurfrinnen

| Bahneinheit      | Maße             | Toleranz       |
| ---------------- | ---------------- | -------------- |
| Spielbereich     | 6,50 m x 1,70 m  | jeweils ±2 cm  |
| Aufsatzbohle     | 5,50 m x 0,35 m  | ±2 cm; ±0,5 cm |
| Kugellaufbereich | 19,50 m x 1,50 m | ±5 cm; ±1 cm   |
| Kugelfanggrube   | 0,50 m x 1,70 m  | keine          |
| Vierpass         | 100 cm Diagonale | keine          |

#### Spielbereich

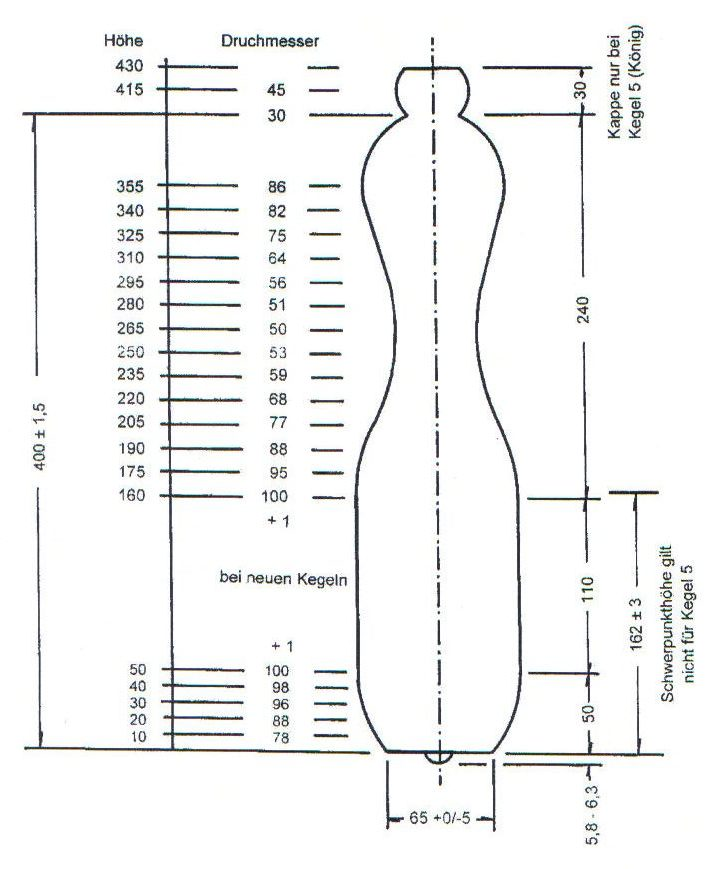
2000er-Kegel

Die Oberfläche im Spielbereich muss stabil, eben, waagerecht und rutschfest sein. Der Spielbereich
muss durch 5 cm breite weiße Bodenmarkierungen gekennzeichnet sein (vorne, hinten und seitlich).
Ausnahme: Die 35 cm breite Aufsatzbohle.
Die Aufsatzbohle muss in der Mittellinie des Spielbereiches angeordnet sein. Ihre Farbe muss zu,
übrigen Spielbereich einen deutlichen Unterschied aufweisen.
Beim Übergang zur Kugellauffläche muss die Oberfläche der Aufsatzbohle um 1–3 mm über dem Niveau
der Kugellauffläche liegen.

#### Kugellaufbereich

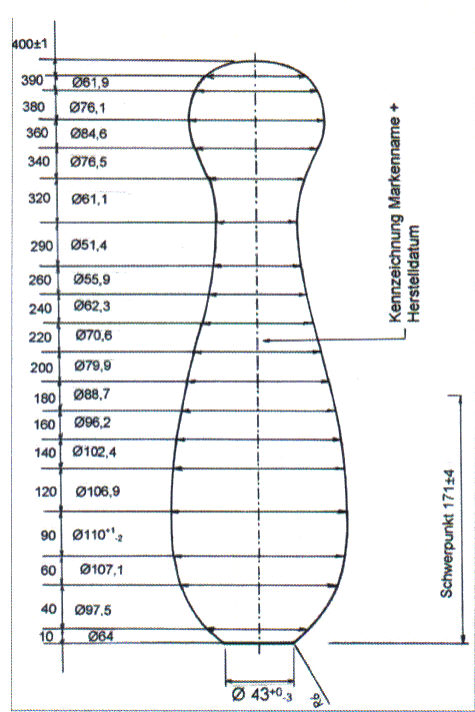
Top-Kegel

Die Kugellauffläche muss eben, glatt und waagerecht sein, Gefälle ±1‰

#### Kegelbereich

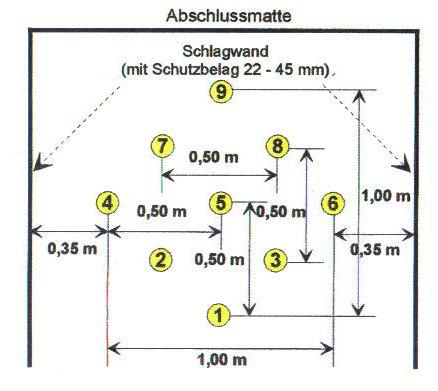
Vierpass

Der Kegelbereich oder auch Vierpass, muss in der Mitte so angeordnet sein, dass eine Diagonale des
Quadrates exakt auf der Symmetrieachse der Bahneinheit liegt.

#### Kugelfanggrube

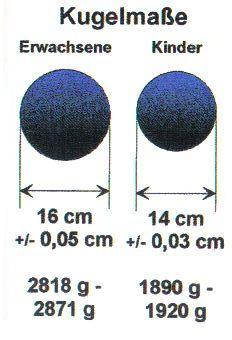
Kugeln

Die Schlagwände sie seitlichen Begrenzungen des Kegelstandes. An der Innenseite können die
Schlagwände mit einem nicht federnden Schutzbelag versehen sein.
Der Kugelrücklauf muss funktionsgerecht ausgeführt sein. Die Kugeln dürfen nicht herausspringen
und müssen sicher und möglichst leise zum Kugelkasten rollen.

#### Kegel
Es werden zwei verschiedene Arten verwendet zum einen der 2000er-Kegel, seit einigen Jahren auch vermehrt die bauchigen Tornado- und Top-Kegel. Als Vorzüge gelten höhere Fallergebnisse im Vergleich zur traditionellen Kegelform, insbesondere beim Abräumen. Den Top-Kegel gibt es mit Zentrierkugel sowohl als auch ohne.

#### Kugeln
Für die Einzelbahn müssen vom Veranstalter drei Lochkugeln und auf einer Doppelbahn mit einem
Rücklauf fünf Lochkugeln aufgelegt werden.
Spiel auf einer Bahn mit einem Rücklauf ein Voll- und ein Lochkugelspieler, sind je drei Kugeln
aufzulegen.
Bei einer Doppelbahn mit einem Rücklauf sind je fünf Voll- sowie fünf Lochkugeln aufzulegen.
Das Spielen mit eigenen Kugeln ist gestattet. Sie müssen ausnahmslos gekennzeichnet und durch
einen Kugelpass des DKB für einen namentlich benannten Spieler, oder eine namentliche Mannschaft zugelassen sein.

### Classic Bahnen

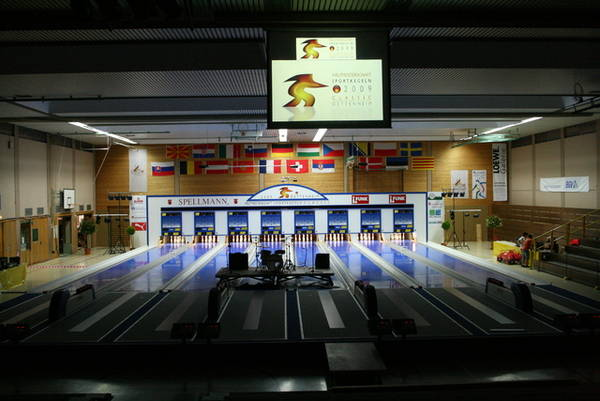
WM Bahnen
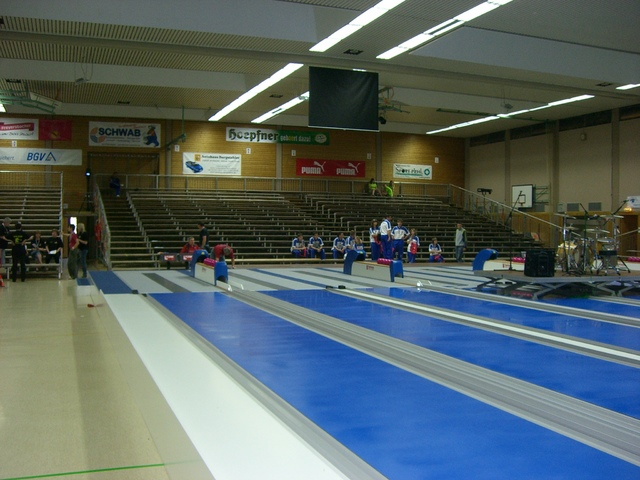
Aufbau der WM Bahnen
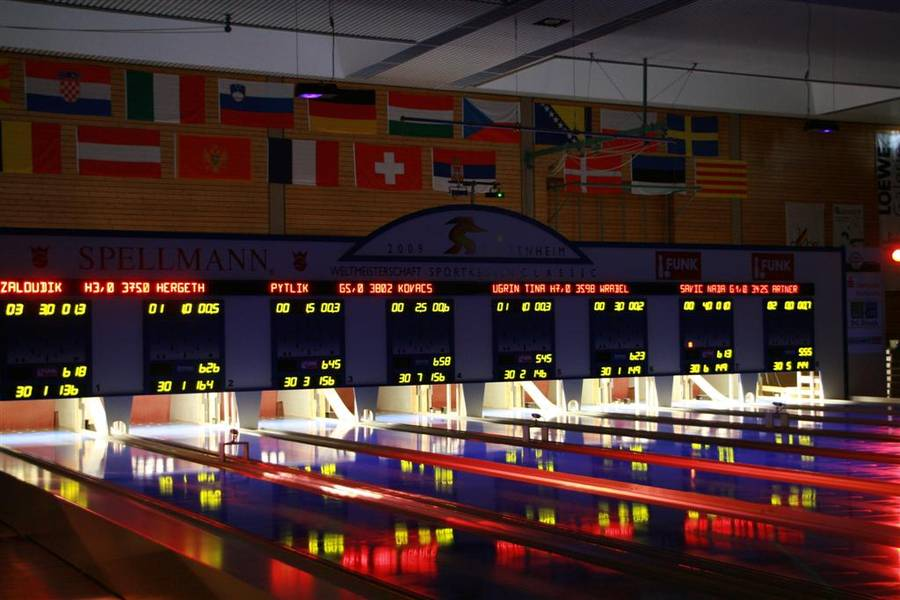
Bahnanlage
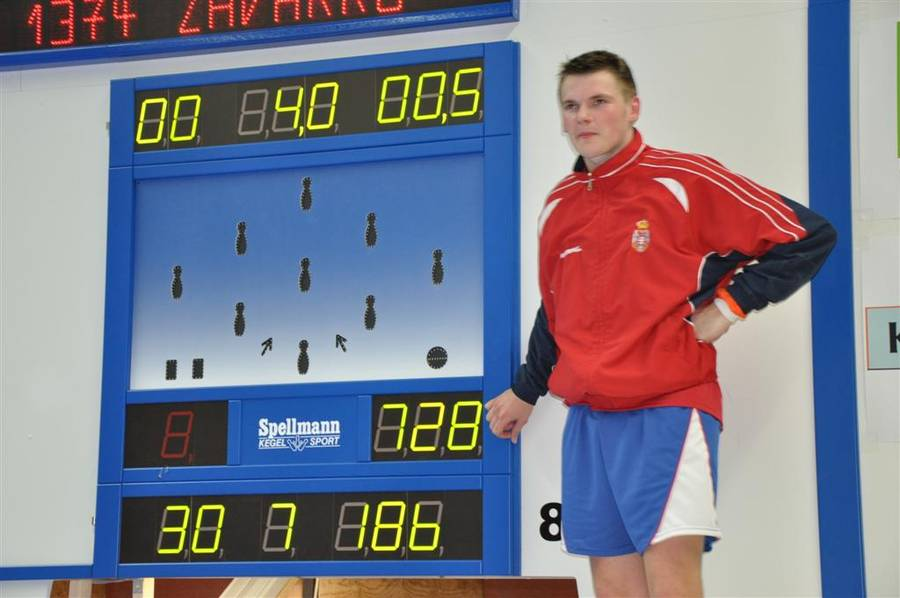
Weltrekord (2009) 728 Kegel Vilmoš Zavarko